# 倪傳婧
倪傳婧（英語：Victo Ngai，1988年—），是一個來自中国，現居美國紐約的插畫家。

## 生平
出生于中国广东，中學時就讀聖士提反女子中學，在外國畢業於羅德島設計學院。她的英文名“Victo”不是男孩名，也不是拼写错误，而是源自維多利亞一词，表示其与曾受英国殖民统治的香港的关联。
除了繪畫，她喜歡旅遊和飲食。她希望她能有一天她會存夠錢周遊世界各地，品嚐各種美食。

## 獎項及榮譽
2014年福布斯30位30岁以下人士[艺术与风格]。 
2013年第55届插画师协会图书展金奖
2013年第55届插画师协会机构展金奖
2012年Ozzie奖 "最佳插画应用 "金奖。
2012年3x3 ProShow金奖
2012年奥兹奖 最佳专题设计银奖，《对开》
2012年GCIA编辑类银奖
2012年GCIA未发表类银奖
2012年GCIA评委精选奖
《纽约时报》2010年、2012年、2013年20篇著名专栏文章艺术奖
2011年CMYK前100名#49新创意人金奖
传播艺术 51,52,53,54
美国插图协会 29,30,31,32
插画师协会 53,54,55,56
Spectrum 17,18,19,20
应用艺术 2010